# Contea di Sanyuan
La contea di Sanyuan (三原县S, Sānyuán XiànP) è una contea della Cina, situata nella provincia dello Shaanxi e amministrata dalla prefettura di Xianyang.